# Мокок
Мокок (цез. Нево) — село в Цунтинском районе Республики Дагестан. Центр муниципального образования сельсовет Шауринский.

## География
Находится в 13 км к северо-западу от с. Цунта.
Расположено на р. Метлюта (бассейн р. Андийское Койсу).

## Население
| 1869 | 1888 | 1895 | 1926 | 1939 | 1970 | 1989 |
| ---- | ---- | ---- | ---- | ---- | ---- | ---- |
| 213  | ↗296 | ↗318 | ↘122 | ↗260 | ↘233 | ↗380 |
| 2002 | 2010 | 2021 |      |      |      |      |
| ↗516 | ↘491 | ↗859 |      |      |      |      |

## История
Ликвидировано в 1944 г., население переселено в село Тазен-Кала Веденского района, восстановлено в 1957 г.

В августе 2016 г. в результате пожара выгорела значительная часть — пострадало 83 строения.

## Известные уроженцы
- Ибрагим Мококский — наиб имама Шамиля.